# Saint-Aubin-sur-Loire
Saint-Aubin-sur-Loire település Franciaországban, Saône-et-Loire megyében. Lakosainak száma 267 fő (2022. január 1.). Saint-Aubin-sur-Loire Beaulon, Diou, Dompierre-sur-Besbre, Bourbon-Lancy és Gilly-sur-Loire községekkel határos.

## Népesség
A település népessége az elmúlt években az alábbi módon változott:
| Lakosok száma | 310  | 306  | 292  | 284  | 281  | 275  | 273  | 267  |
|               | 2013 | 2015 | 2017 | 2018 | 2019 | 2020 | 2021 | 2022 |